# Psi (slovo)
Psi (grčki srednji rod: Ψι; veliko slovo Ψ; malo slovo ψ) 23. je slovo grčkoga alfabeta i ima brojčanu vrijednost 700. Izgovara se /ps/.
Grčko slovo psi simbol je psihologije.

## Podrijetlo
Slovo psi najvjerojatnije je postalo iz navike da se slovo sigma piše iznad slova pi. Iz te kombinacije nastalo je jedno slovo. U ranijoj inačici ćirilice također se moglo naći to slovo (Ѱ, ѱ).
I veliko i malo slovo podsjećaju na trozub grčkog boga Posejdona.

## Šifra znaka
|                   | Veliko slovo Ψ           | Malo slovo ψ           |
| ----------------- | ------------------------ | ---------------------- |
| Unicode Codepoint | U+03A8                   | U+03C8                 |
| Unicode-Ime       | GREEK CAPITAL LETTER PSI | GREEK SMALL LETTER PSI |
| HTML              | &#936;                   | &#968;                 |
| HTML-Identitet    | &Psi;                    | &psi;                  |